# Flávia de Oliveira
Flavia de Oliveira (Londrina, 17 de julio de 1983) es una modelo brasileña que participó en las ediciones de 2006, 2007, 2008, 2010 y 2011 del desfile de moda Victoria's Secret Fashion Show. Ha estado en la pasarela representando a marcas como Dior, Valentino, Missoni, Elie Saab y Chanel. También ha hecho parte de campañas publicitariaspara Blumarine, Dolce & Gabbana, Michael Kors, Pomellato y Salvatore Ferragamo.

## Agencias
- Ford Models, Nueva York (agencia principal)
- Women Model Management, Milán
- Viva Models, París
- Ten Model Management, São Paulo